# Bathycopea parallela
Bathycopea parallela is een pissebed uit de familie Ancinidae. De wetenschappelijke naam van de soort is voor het eerst geldig gepubliceerd in 1963 door Birstein.